# Adamit
Adamit je cinkov arzenatni hidroksidni mineral s kemijsko formulo Zn2AsO4OH. Njegova tipična nahajališča so oksidirane ali preperele cone nad skladi cinkove rude. Čist adamit je brezbarven. Običajno vsebuje nekaj železovih nečistoč, ki ga obarvajo rumeno. Z zamenjavo dela cinkovih ionov z bakrovimi dobi mineral modro barvo. Mineral, v katerem je ves cink zamenjan z bakrom, je olivenit, ki ima popolnoma enako kristalno strukturo kot adamit. Minerali z delno zamenjanimi cinovimi ioni so se imenujejo kuprodamiti. Nedavno so odkrili tudi mineral cinkolivenit s kemijsko formulo CuZn(AsO4)(OH).  Kovinske ione v teh mineralih lahko delno zamenjajo tudi manganovi, kobaltovi in nikljevi ioni.

## Nahajališča
Adamit je sekundarni mineral v oksidacijskih conah cinkovih in arzenovih hidrotermalnih mineralnih depozitov. Spremljajo ga smitsonit, hemimorfit, skorodit, olivenit, kalcit, kremen ter železovi in manganovi oksidi. 
Adamit je zaradi rumenih in svetlo zelenih kristalov in druz  in razločne fluorescence zelo priljubljen med zbiralci minerlov. Takšni kristali se najdejo v Mehiki in Grčiji ter Utahu in Kaliforniji v ZDA.
Ime je dobil po francoskem mineralogu Gilbert-Josephu Adamu (1795–1881). Prvič je bil opisan leta 1866 na njegovi tipski lokaciji Chañarcillo, provinca Copiapó, Čile. 

## Galerija
- Monokristal adamita, rudnik Ojuela, Mapimí, Mehika (višina: približno 1 cm)
- Adamit na limonitu, Gold Hill District, Utah, ZDA (širina:  približno 2,5 cm)
- Zelenkast žarkast agregat adamita na matrici, rudnik Ojuela, Mapimí , Mehika
- Adamit v UV svetlobi svetlozeleno fluorescira
- Bakrov adamit
- Manganov adamit
- Brezbarven adamit, rudnik Ojuela, Mapimí, Mehika